# St. Nepomuk (Mílov)

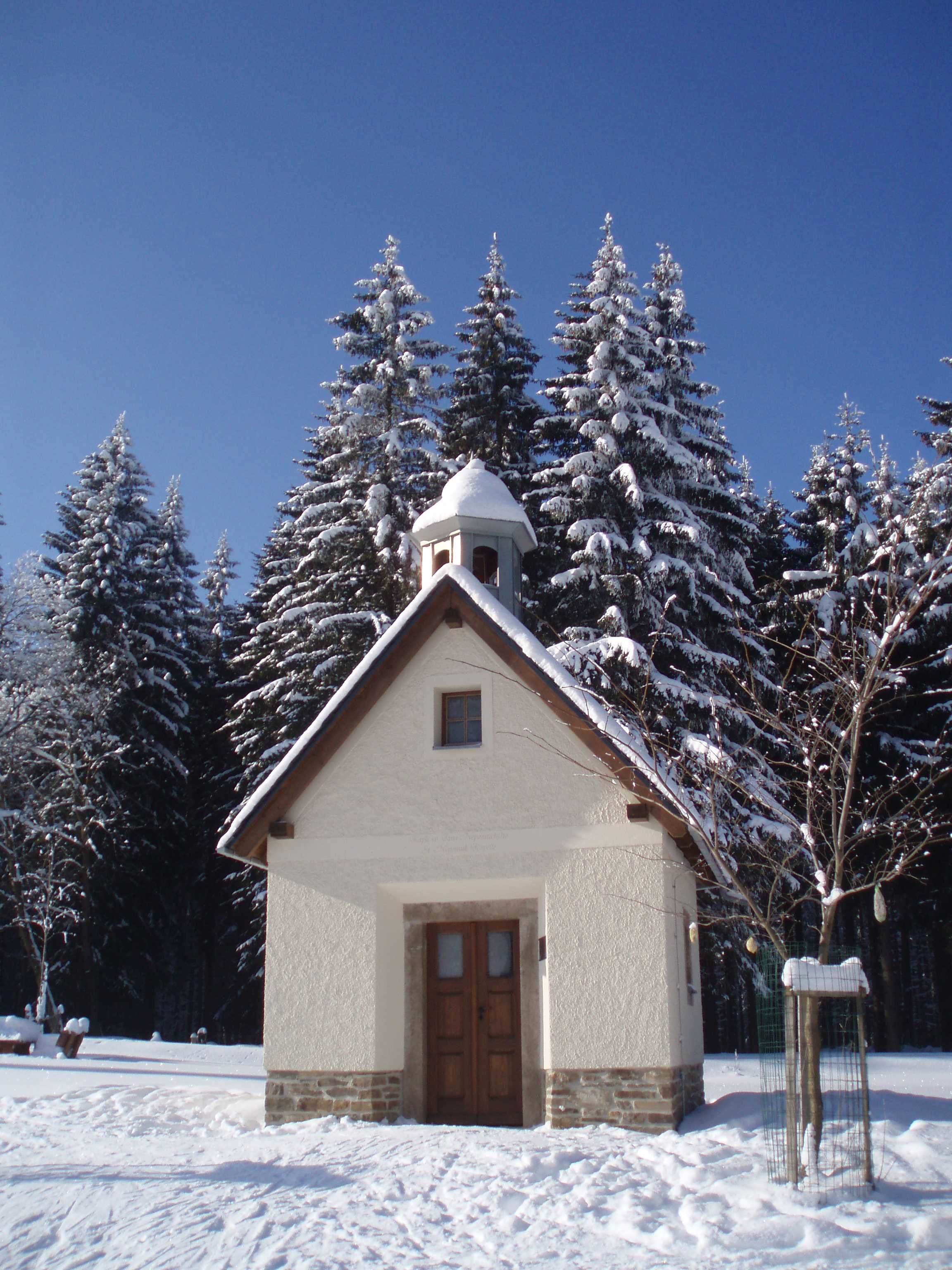
St. Nepomukkapelle (2015)

Die Sankt-Nepomuk-Kapelle in Mílov (deutsch Halbmeil), früher auch als Rozhraní bezeichnet, ist eine Wegekapelle im böhmischen Teil des Erzgebirges. Sie entstand 2013 an der Stelle eines Vorgängerbaues, der um 1830 von Christoph Glaser aus Halbmeil unweit der Joachimsthaler Straße dort errichtet wurde, wo diese die Fahrstraße von Zwittermühl nach Halbemeile kreuzt. Die alte Kapelle wurde 1953 im Zuge des Abrisses des gesamten Grenzortes Halbmeil eingeebnet. Die an Ort und Stelle liegengebliebenen Mauersteine wurden für den Wiederaufbau der Kapelle von September bis Oktober 2013 wiederverwendet.